# Raionul Zveahel, Jîtomîr
Zveahel (în ucraineană Звягельський район, transliterat: Zveahelskîi raion) este un raion în regiunea Jîtomîr, Ucraina. Are reședința la Zveahel.
Are o suprafață de 5.526,6 km². Populația este de 164.972 locuitori, determinată în 1 ianuarie 2022, prin bilanț demografic[*].